# Liu Yuxi
Liu Yuxi (Wade-Giles: Liu Yu-hsi; chino tradicional:  劉禹錫, chino simplificado: 刘禹锡, pinyin: Liú Yǔxī) (772–842) poeta, filósofo y ensayista chino de la dinastía Tang. Asociado a Bai Juyi, es conocido por el estilo popular de sus poesías.

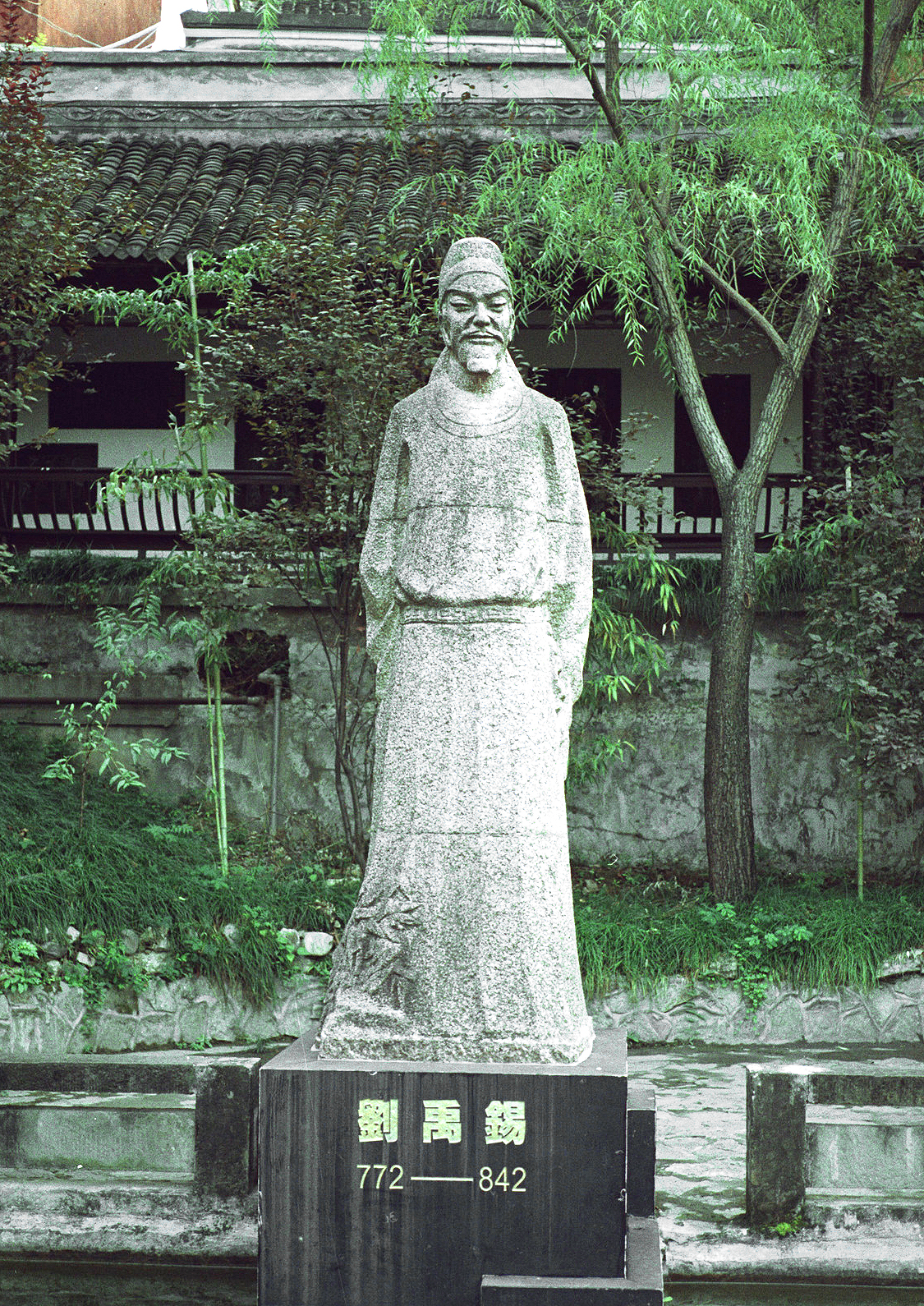
Estatua de Liu Yuxi en Baidicheng
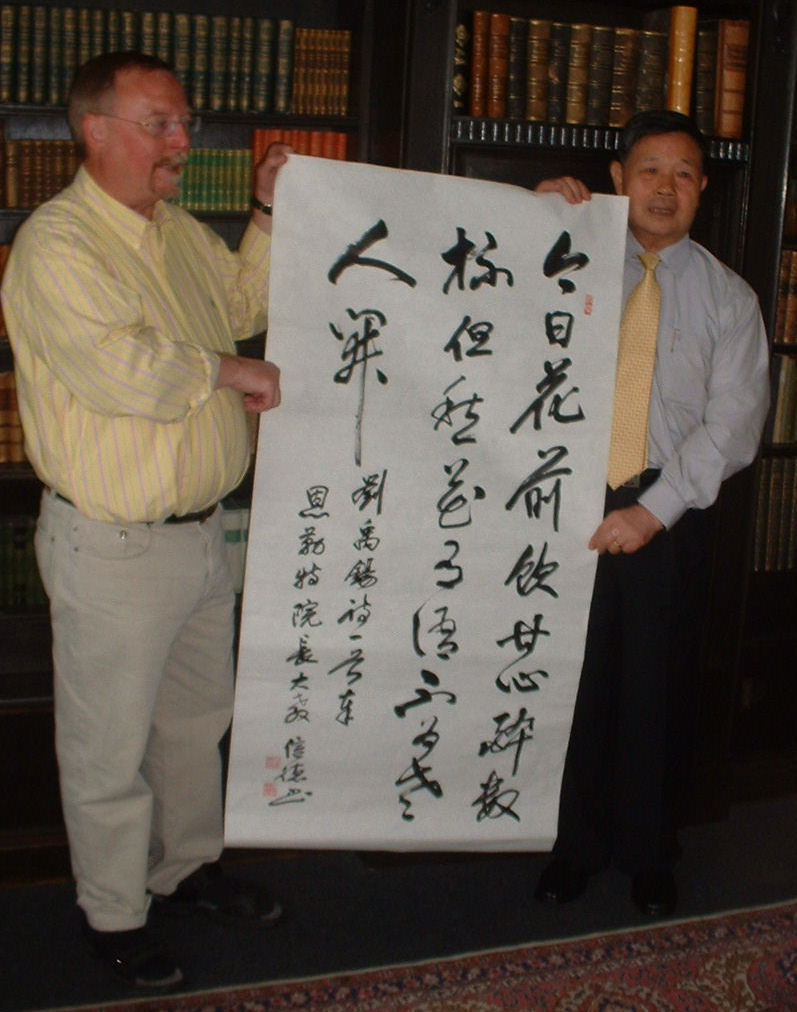
Poema de Liu Yuxi por el calígrafo chino Sun Xinde